# Disquisitiones Arithmeticae

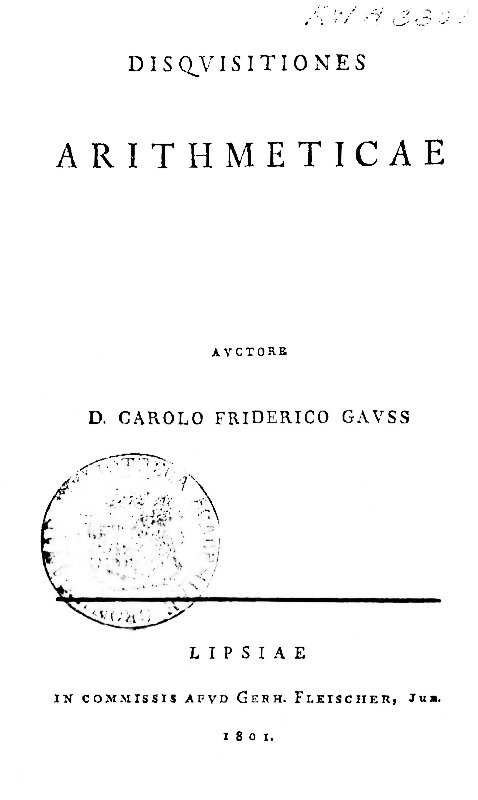
Página título da primeira edição

Disquisitiones Arithmeticae ("Investigações Aritméticas" em Latim) é um livro-texto sobre teoria dos números escrito em latim por Carl Friedrich Gauss em 1798, quando Gauss tinha 21 anos de idade, e publicado a primeira vez em 1801. Neste livro Gauss reuniu resultados em teoria dos números obtidos pelos matemáticos Pierre de Fermat, Leonhard Euler, Joseph-Louis Lagrange e Adrien-Marie Legendre, adicionando aos mesmos diversos resultados de sua autoria.

## Escopo
O Disquisitiones aborda a teoria dos números e partes da área da matemática atualmente denominada teoria algébrica dos números. Contudo, Gauss não reconheceu explicitamente o conceito de grupo, fundamental na álgebra abstrata, não empregando portanto este termo, referindo-se ao mesmo como aritmética superior. Em seu prefácio descreve o esboço do livro como:
As questões que este volume vai investigar pertencem àquela parte da matemática envolvida com inteiros.

## Conteúdo
O livro é dividido em sete seções:
I. Números congruentes em geral
II. Congruências de primeiro grau
III. Resíduos de potências
IV. Congruências de segundo grau
V. Formas e equações indeterminadas de segundo grau
VI. Várias aplicações das discussões anteriores
VII. Equações definindo seções de um círculo.
As seções I a III são essencialmente uma revisão de resultados prévios, incluindo o teste de primalidade de Fermat, o teorema de Wilson e a existência de raízes primitivas. Embora poucos resultados destas primeiras seções sejam originais, Gauss foi o primeiro matemático a reunir este material e fazer a abordagem de forma sistemática. Gauss também vislumbrou a importância da propriedade de unicidade da fatoração (assegurada pelo teorema fundamental da aritmética, primeiramente estudado por Euclides), que ele reformulou e provou usando ferramentas matemáticas modernas.
A partir da seção IV, a maior parte da obra é original. A seção IV desenvolve uma prova da lei da reciprocidade quadrática; a seção V, que corresponde a mais da metade do livro, empreende uma análise compreensiva de formas quadráticas binárias e ternárias. A seção VI inclui dois diferentes testes de primalidade. Finalmente, a seção VII é uma análise de polinômios ciclotômicos, concluindo pela exposição do critério que determina quais polígonos são construtíveis, ou seja, que podem ser construídos com um compasso e uma régua sem marcação.
Gauss começou a escrever uma oitava seção sobre congruências de alta ordem, mas morreu antes de a completar, parte esta que foi publicada separadamente após sua morte.